# Шибаєв Олексій Іванович
Олексій Іванович Шибаєв (21 лютого 1915, село Маслівка Нижньогородської губернії, Російська імперія, тепер Спаського району Нижньогородської області — 23 липня 1991, місто Москва) — радянський партійний і державний діяч, 1-й секретар Саратовського обласного комітету КПРС (1959—1976), голова ВЦРПС (1976—1982). Член ЦК КПРС в 1961—1986 р. Депутат Верховної Ради СРСР 6—10-го скликань. Член Президії Верховної Ради СРСР (1977—1984). Герой Соціалістичної Праці (7.12.1973).

## Біографія
Народився у селянській родині. У 1930 році закінчив робітничий факультет у місті Нижньому Новгороді. З 1930 року працював учнем, креслярем, конструктором на заводі «Красноє Сормово» у місті Нижньому Новгороді (Горькому).
У 1940 році закінчив вечірнє відділення фізико-математичного факультету Горьковського державного університету.
Член ВКП(б) з 1940 року.
У 1940—1943 роках — інженер-конструктор, заступник начальника, начальник складального цеху Горьковського авіаційного заводу.
У 1943—1947 роках — партійний організатор ЦК ВКП(б) авіаційного заводу імені Чкалова у місті Новосибірську.
У 1947—1950 роках — директор Ростовського авіаційного заводу.
У 1950—1955 роках — директор Саратовського авіаційного заводу.
У 1955 — липні 1959 року — 2-й секретар Саратовського обласного комітету КПРС.
13 липня 1959 — січні 1963 року — 1-й секретар Саратовського обласного комітету КПРС. У січні 1963 — грудні 1964 року — 1-й секретар Саратовського промислового обласного комітету КПРС. У грудні 1964 — 28 листопада 1976 року — 1-й секретар Саратовського обласного комітету КПРС.
З 23 листопада 1976 року по 5 березня 1982 року — голова Всесоюзної центральної ради професійних спілок (ВЦРПС).
У 1982—1985 роках — заступник міністра авіаційної промисловості СРСР із кадрів.
У 1985—1986 роках — заступник директора Московського авіаційного заводу із кадрів.
З 1986 року — персональний пенсіонер союзного значення у місті Москві.
Похований на Троєкурівському цвинтарі Москви.

## Нагороди і пам'ять
- Герой Соціалістичної Праці (7.12.1973)
- чотири ордени Леніна (2.07.1945, 20.02.1965, 27.08.1971, 7.12.1973)
- орден Жовтневої Революції (23.12.1976)
- орден Трудового Червоного Прапора (31.10.1941)
- орден «Знак Пошани» (21.06.1943)
- орден Червоної Зірки (5.02.1944)
- медаль «За трудову доблесть» (25.12.1959)
- медалі